# De Familie Knots
De Familie Knots was een jeugdtelevisieprogramma van de NCRV dat uitgezonden werd van 22 oktober 1980 tot 27 februari 1984.

## Achtergrond
Vrijwel alle personages uit deze serie werden door drie acteurs gespeeld. Hetty Heyting zat in haar achtertuin deze serie uit te denken omdat ze zendtijd had gekregen om dit in haar eentje te doen. Er was budget voor drie spelers, maar Heyting wilde per se een hele familie dus werd er gekozen om dubbelrollen te spelen. Voor enkele kinderrollen werden kinderen ingeschakeld.

## Rolverdeling
- Hetty Heyting was de bedenkster van de serie en speelde de artistieke "Tante Til", de onhandige "oma Knots" en het achternichtje "Hansje" dat in de winkel staat;
- Marnix Kappers gaf vorm aan "Neef Herbert", dokter, PTT man, "vader Vogel" en "buurvrouw Pronk". Ook deed hij de karakteristieke voice-over;
- Jan-Simon Minkema nam de rollen van "opa Knots", "Arend Vogel" en "Onkel X" voor zijn rekening.

De enige volwassen gastrol was voor Carolien van den Berg als "Aaf Klaver".

### Hoofdpersonages
| Personage              | Acteur/actrice    |
| ---------------------- | ----------------- |
| Tante Til              | Hetty Heyting     |
| Oma Knots              | Hetty Heyting     |
| Hansje                 | Hetty Heyting     |
| Opa Knots              | Jan-Simon Minkema |
| Onkel X/Onkel Frederik | Jan-Simon Minkema |
| Arend Vogel            | Jan-Simon Minkema |
| Neef Herbert           | Marnix Kappers    |

### Gastpersonages
| Personage                  | Acteur/actrice        |
| -------------------------- | --------------------- |
| Aaf Klaver                 | Carolien van den Berg |
| Buurvrouw Pronk            | Marnix Kappers        |
| Vader Vogel                | Marnix Kappers        |
| PTT-man                    | Marnix Kappers        |
| Dokter Frank Herman        | Marnix Kappers        |
| Marius Movie               | Marnix Kappers        |
| Manus Franssen             | Marnix Kappers        |
| Dokter Kruimel             | Marnix Kappers        |
| Meneer Van der Pol         | Marnix Kappers        |
| Henk de Bruin              | Jan Simon Minkema     |
| Belastinginspecteur De Wit | Jan Simon Minkema     |
| Jos                        | Jan Hopman            |
| Agenten                    | Jan Hopman            |
| Agenten                    | Kees Broos            |
| Schooljongens              | Govert Hartog         |
| Schooljongens              | Gilles Hartog         |

## Over de serie
De serie speelt zich af in het huis van de familie Knots. De excentrieke Tante Til (voluit: Mathilda) is kunstschilderes. Ze draagt altijd een grote roze jurk, een roze hartjesbril en ze rookt haar sigaretten uit een sigarettenpijp. Het salonatelier is haar werkplaats, op het rieten bankstelletje rust ze uit en snoept dan geregeld van de bonbons ('zalige zoetertjes'), die altijd op tafel staan. Tante Til is min of meer de kostwinner voor de familie, voor ieder schilderij krijgt ze naar eigen zeggen "een slordige duizend piekjes". Van de stripwinkel moeten ze het niet hebben, "die brengt niks op". Til is getrouwd met Frederik, die ze steevast met Frederik lieverdje aanspreekt. Frederik was glazenwasser, maar zit na een val van de ladder werkloos thuis. Omdat hij als glazenwasser tien jaar lang intensief door alle 422 ramen van het politiebureau naar binnen heeft kunnen gluren en zo de kunst kon afkijken heeft hij zichzelf tot detective Onkel X verklaard ("Onkel X is de naam") en is continu bezig om dingen grondig uit te zoeken. Later krijgt hij tot ieders verrassing een carrière als filmacteur in Hollywood. In de keuken zitten opa Herman en oma Johanna Knots, de ouders van Tante Til. Opa Knots (ouwe zemelaar) was vroeger de eigenaar van de winkel (daarom staat er ook Fam. H. Knots  op het raam). Er werd destijds in tweedehands spulletjes gehandeld. Opa moppert altijd op oma Knots: "Hè mens, wat ben je toch onhandig!", en heeft een diepgewortelde hekel aan kinderen. Oma kookt bizarre soepjes en maakt een potje van het huishouden maar bedoelt het allemaal erg goed. Beneden heeft de familie Knots een stripboekenruilwinkel, waar het (achter)nichtje Hansje achter de toonbank staat. Hansje heeft haar middelbare school niet afgemaakt, iets waar ze behoorlijk spijt van heeft. Ze doet dan ook nu de avondschool. Hansje heeft een oogje op de onderwijzer Arend Vogel die vanwege zijn overspannenheid op zolder een kamer huurt. Diep van binnen kijkt ze naar hem op. Arend vindt zichzelf behoorlijk eigentijds, maar is toch vaak stiekem best ouderwets, Hansje wijst 'm daar soms fijntjes op.
Tot slot is er nog neef Herbert, de belastingambtenaar. Hij komt vaak langs bij zijn familie en is gek op speledingetjes en cadeauverrassingen. In een van de afleveringen lijkt het even of Neef Herbert aan de vrouw komt: De ambiteuze Aaf Klaver (Carolien van den Berg) ziet in Herbert wel een minister en wil hem helemaal omturnen. Maar daar steekt Tante Til een (roze) stokje voor.
De bemoeizuchtige buurvrouw Pronk komt af en toe suiker lenen (en pogingen wagen zich in te likken bij de familie), en soms komt de irritant-nieuwsgierige vader Vogel bij meester Vogel op bezoek. Een stem die van boven lijkt te komen, de voice-over, verbindt de scènes aan elkaar ("Ondertussen, is de sfeer in het salonatelier, om te snijden"). De karakters reageren ook af en toe op die stem, door omhoog te kijken, of hem het zwijgen op te leggen. Tante Til heeft de gave om mensen met de roze verf te bedwelmen om ze zo weer op het rechte pad te brengen of om ze van hun problemen te verlossen. En dan komen er in de winkel natuurlijk regelmatig kinderen langs ("ettertjes" of "hyena's" volgens Opa). Soms willen ze alleen iets kopen of ruilen, soms ook hebben ze een probleem waar in de aflevering nader op wordt ingegaan.

## Muziek
Voor elke aflevering werd een liedje geschreven. In de eerste twee afleveringen waren dat er twee, maar de 19 die daarop volgden hadden één nummer in zich. Hetty Heyting wilde liedjes die kinderen zouden aanspreken, en daarbij in clipvorm. De NCRV stelde eerst Harry Bannink voor om deze muziek te schrijven, maar Heyting vond hem niet eigentijds genoeg. De muziek werd uiteindelijk geschreven door Hetty Heyting zelf, maar gearrangeerd en geproduceerd door Eric van Tijn.
De clips werden gezongen door Hetty Heyting en Jan-Simon Minkema (solo of duo); de personages, andere karakters dan de rollen in het verhaal, werden buiten Heyting en Minkema ook door Marnix Kappers gespeeld.
Na de laatste aflevering werd er een LP uitgebracht in roze uitvoering met alle liedjes.

## Afleveringen
| Aflevering | Titel                               | Uitzenddatum     |
| ---------- | ----------------------------------- | ---------------- |
| 1          | De meester ziet 't niet meer zitten | 22 oktober 1980  |
| 2          | De vernielzucht                     | 26 november 1980 |
| 3          | De één is de ander niet             | 31 december 1980 |
| 4          | Heb ik iets van je aan?             | 4 februari 1981  |
| 5          | Het lanterfantje                    | 11 maart 1981    |
| 6          | Enge dingen                         | 2 mei 1981       |
| 7          | Aanstelleritus                      | 20 mei 1981      |
| 8          | Geheimpjes                          | 7 oktober 1981   |
| 9          | Linke soep                          | 11 november 1981 |
| 10         | Omkoperij                           | 16 december 1981 |
| 11         | Opgestaan plaats vergaan            | 20 januari 1982  |
| 12         | Ik pik het niet                     | 24 februari 1982 |
| 13         | Je hebt 't of je hebt 't niet       | 31 maart 1982    |
| 14         | Laat je nakijken                    | 5 mei 1982       |
| 15         | Eens een dief altijd een dief       | 30 december 1982 |
| 16         | Eenzaam maar niet in je uppie       | 6 januari 1983   |
| 17         | Liefde is blind                     | 13 januari 1983  |
| 18         | Stank voor dank                     | 6 februari 1984  |
| 19         | Liefdesverdriet                     | 13 februari 1984 |
| 20         | Zeer verdacht, als zodanig          | 20 februari 1984 |
| 21         | Een lot uit de loterij              | 27 februari 1984 |

## Legendarische uitspraken
- Een kloddertje roze hierrrr... een kloddertje roze daarrrrrr (Tante Til)
- Wel alle penselen in een pot vernis! (Tante Til)
- Frederik Lieverdje! (Tante Til)
- Ouwe zemelaar! (Oma Knots)
- Hallo, wie spreekt mij? (Opa Knots)
- Hè mens, wat ben je toch onhandig! (Opa Knots)
- Ajoo altesaam! (Neef Herbert)
- Exact! (Neef Herbert)
- Oooh wat een leuk speledingetje! (Neef Herbert)
- Hands up, wat is je code, makker? (Onkel X)
- Als zodanig (Onkel X)
- Wat is er Tilletje (Onkel X)
- Ondertussen... in de keuken... (voice over)
- In het salonatelier... (voice over)
- Beneden in de winkel... (voice over)

## Trivia
- De roze-verfscènes waren eigenlijk een kunstgreep omdat in de beperkte opnameruimte geen vierde set kon worden gebouwd.
- In een van de eerste afleveringen is het familieverband tussen oma en Tante Til even zoek... Oma roept haar dochter, maar zegt "Tante Til" tegen haar. In een latere aflevering, waarin buurvrouw Pronk oma en opa in een bejaardenhuis wil stoppen, wordt expliciet uitgelegd dat opa en oma de ouders van Tante Til zijn. Dit wordt ook nog eens bevestigd in de allerlaatste aflevering, waarbij opa zich hardop afvraagt hoe het geweest zou zijn om samen met zijn dochter in Zuid-Amerika te zijn.
- Marnix Kappers zette in 1989 zijn Neef Herbert-bril weer op voor het KRO-programma Lekker Weg.

## Reünie
In 2014 kwamen de makers van de serie weer bij elkaar in het NCRV-programma Kijkbuiskinderen voor een terugblik.

## Sinterklaasfilms
Tante Til was later weer te zien in de Sinterklaasfilms van Martijn van Nellestijn. Hetty Heyting heeft in 2001 haar roze Tante Til-jurk teruggekocht op een veiling. De jurk kwam naar verluidt voor een fors bedrag weer in het bezit van de actrice.
- Sinterklaas en het Geheim van de Robijn (2004)
- Sinterklaas en het Uur van de Waarheid (2006)
- Sinterklaas en het Geheim van het Grote Boek (2008)
- Sinterklaas en de Verdwenen Pakjesboot (2009)
- Sinterklaas en het Pakjes Mysterie (2010)
- Sinterklaas en het Raadsel van 5 December (2011)
- Sinterklaas en de Pepernoten Chaos (2013)